# 아라파트산

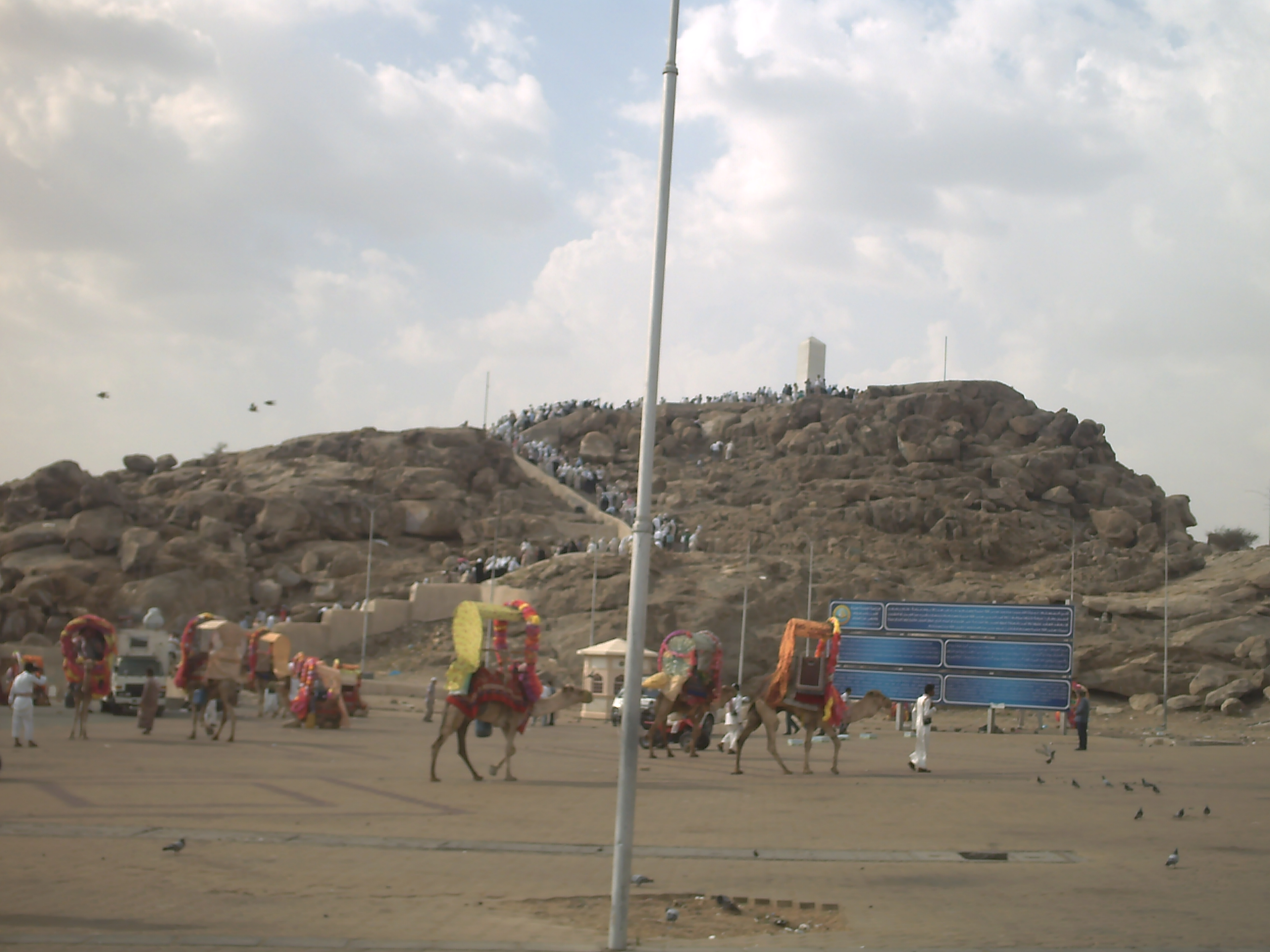
미나

아라파트산(جبل عرفات)은 사우디아라비아 메카주 메카 동쪽에 있는 화강암으로 이루어진 산이다. 이 산은 예언자 무함마드가 자신의 마지막 하즈에 동행한 무슬림들에게 마지막 설교를 한 곳이며, 약 70미터의 높이이다.